# حرکت قطبی

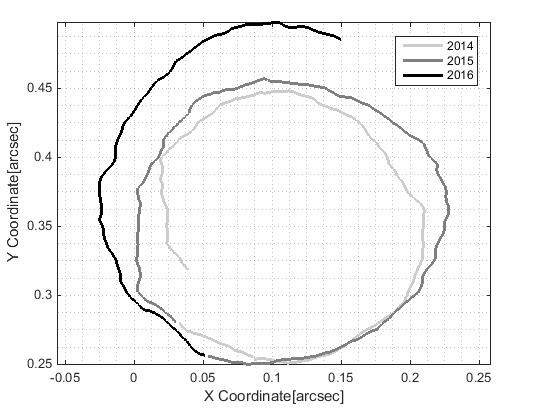
موقعیت قطب لحظه‌ای (تقاطع محور دوران لحظه‌ای زمین با سطح آن) از ابتدای سال ۲۰۱۴ تا نیمه اول سال ۲۰۱۶

حرکت قطبی زمین، به جابه‌جایی محور دوران زمین نسبت به سطح آن گفته می‌شود. این جابه جایی تنها در حدود چند متر است.

## مبدأ قراردادی بین‌المللی
حرکت قطبی نسبت به یک محور قراردادی که برای زمین تعریف شده اندازه‌گیری می‌شود. تقاطع این محور قراردادی با سطح زمین مبدأ قراردادی بین‌المللی
(به انگلیسی: CIO) یا قطب قراردادی یا قطب متوسط نامیده می‌شود. قطب متوسط، میانگین مکان قطب لحظه‌ای بین سال‌های ۱۹۰۵–۱۹۰۰ می‌باشد که از طریق مشاهدات نجومی تعیین شده‌است.

## دلایل حرکت قطبی
هر یک از موارد زیر باعث می‌شود که محل تقاطع محور دوران زمین با سطح آن تغییر یابد:
- جابه جایی مواد درون زمین
- پدیده هم‌ایستایی (ایزوستازی)
- جرم آب ناشی از ذوب‌شدن یخ‌ها

## مرجع اندازه‌گیری
سرویس بین‌المللی چرخش زمین و سامانه‌های مرجع در حال حاضر اقدم به اندازه‌گیری حرکت قطبی می‌کند و بایگانی از موقعیت لحظه‌ای قطب و دیگر کمیت‌های مربوطه در اختیار دارد.